# Boksning (bog)
 Ikke at forveksle med boksning.
Boksning er en bog skrevet af Georg Antonius Brustad og udgivet i 1924 af H. Aschehoug & Co. Bogen er et særtryk af kapitlet om boksning i Idrætsboken. Bogen er på i alt 164 sider med en række illustrationer.

## Indholdsfortegnelse
- I. Boksesporten
- II. Litt historik
- III. Almindelig oversikt
  - Boksningens natur
  - Avgjørelser ved knock-out
  - Aarsaken til knock-out
  - Betryggelse gjennem bokseregler
  - Boksningen som idræt
- IV. Boksningens indøvelse
  - Gardstilling
  - Øvelser i angrep og forsvar
  - De rette støt
  - Svingslag
  - Hook
  - Uppercut
  - Parader og undvikelser
  - Kontraslag
  - Nærkamp – infighting
  - Kombinationer av slag
- V. Kampen
  - Finter
  - Avstandsberegning
  - Clinch
  - Taktik
  - At benytte taugene
  - Ringformaliteter og sekundering
- VI. Træningen
  - Apparattræningen
  - Konditionstræningen
  - Træningsboksning (sparring)
  - Træningsperiodenes inddeling
  - Diæt, bad og massage
  - Moraltræning
- VII. Bedømmelse, utbredelse, organisation
  - Dommerhvervet
  - Dommerne og kampens avbrytelser
  - Dommerens pointsbedømmelse
  - Kamplederens opgave
  - Rundene og bedømmelsens facit
  - Autorisation av dommere
  - Retningslinjer for et dommerkursus
  - Stevner og deres avvikling
  - Foreningsvirksomhet
  - Apparater og materiel
  - Raad til den unge bokser
  - Ringen og podiet
  - Norsk boksning og organisation
  - Statistik
  - Bokseregler m.v.
- VIII. Boksekunsten
- IX. Litteraturfortegnelse